# Stephen Mamza
Stephen Dami Mamza (ur. 30 listopada 1969 w Bazza) – nigeryjski duchowny katolicki, biskup Yola od 2011.

## Życiorys

### Prezbiterat
Święcenia kapłańskie przyjął 13 kwietnia 1996 i został inkardynowany do diecezji Maiduguri. Pracował głównie jako duszpasterz parafialny, a w latach 1997-2003 kierował także kurialnym wydziałem ds. powołań. W latach 2009–2011 studiował w Irlandii.

### Episkopat
18 lutego 2011 papież Benedykt XVI biskupem ordynariuszem Yola. Sakry biskupiej udzielił mu 7 kwietnia 2011 nuncjusz apostolski w Nigerii - arcybiskup Augustine Kasujja.